# Parque de Frutas y Especias
El Parque de Frutas y Especias (en inglés : Fruit and Spice Park) es un jardín botánico de 32 acres (13 hectáreas) de cultivos en Homestead, Florida, en los Estados Unidos. 
Está administrado por el "Miami-Dade Park & Recreation department".

## Localización
Se ubica en la comunidad agrícola conocida como Redland, a unas 25 millas al suroeste de la ciudad de Miami.
Fruit and Spice Park, 24801 S.W. 187 Avenue, al norte de Homestead, Miami-Dade county, Florida FL 33774, United States of America-Estados Unidos de América.
Planos y vistas satelitales.25°32′8.16″N 80°29′39.12″O / 25.5356000, -80.4942000

## Historia
El parque fue creado en los años 50, en un sitio que había sido una huerta de cítricos hasta momentos antes del huracán de 1926, cuando 50.000 árboles se perdieron o los equipos de exterminio del chancro de los cítricos los quemaron. 
El Huracán Andrew, en 1992, causó un daño importante a los jardines y edificios del parque.

## Colecciones
El parque alberga más de 500 variedades de frutas, nueces, y árboles de especias, incluyendo a más de 80 variedades de bananas, 125 variedades de mangos, más de 40 variedades de uvas, 70 variedades de bambú, además de guayabas, árbol de Jack, canistel, zapotilla, longan, lichis, zapote mamey, zapote negro ("fruta del puding de chocolate"), fruta milagro, jaboticaba, cecropia ("dedos de serpiente"), granos de café, y jambú de cera, así como otros numerosos frutos comestibles exóticos. 